# سستو فیورنتینو
سستو فیورنتینو (به ایتالیایی: Sesto Fiorentino) یک کومونه در ایتالیا است که در استان فلورانس واقع شده‌است.

## خصوصیات
سستو فیورنتینو ۴۹ کیلومترمربع مساحت و ۴۹٬۰۸۵ نفر جمعیت دارد و ۵۵ متر بالاتر از سطح دریا واقع شده‌است.

## خواهرخوانده
شهرهای ویلیچکا، العیون و بنیوله خواهرخوانده‌های سستو فیورنتینو هستند.